# CouchSurfing
CouchSurfing (letteralmente "fare surf sui divani") è un servizio di scambio di ospitalità e servizio di rete sociale, di proprietà della Couchsurfing International Inc., una corporation del Delaware con sede in San Francisco. Coloro che lo utilizzano con frequenza si auto-definiscono, specie nei paesi anglofoni, "Couchsurfers", "CSers", o "surfers". Il sito venne lanciato nel 2004, dopo una versione beta non pubblica, ed è attualmente il sito di rete sociale ad ospitalità con il maggior numero di utenti attivi.
CouchSurfing nasce nel 2003 come progetto no-profit ad opera dal programmatore statunitense Casey Fenton con la finalità di mettere in comunicazione persone disponibili a scambiarsi ospitalità.  La società che gestisce il sito era no-profit fino al 2011 e si sosteneva tramite libere donazioni: nello stesso anno venne riconvertita a società con fini di lucro.

## Funzionamento
Aggiornamento maggio 2020: a causa di ingenti perdite economiche dovute soprattutto ad una gestione controversa dei fondi raccolti dal 2011 (stime prudenziali calcolano almeno $30 mln), l'utilizzo del sito è diventato a pagamento. Il cambio è avvenuto senza preavviso tra il 15 ed il 16 maggio 2020, lasciando gli utenti impossibilitati di accedere al proprio profilo e di gestire liberamente i propri dati/messaggi privati/contatti personali, violando sia la promessa di mantenere il sito gratuito che le direttive EU riguardanti privacy e dati personali. A seguito di questa mossa da parte dello staff, la community ha reagito promuovendo la migrazione verso piattaforme alternative che promuovano con convinzione lo spirito gratuito dell'idea di scambio di ospitalità. Stando ai comunicati ufficiali dello staff, la sopravvivenza stessa di CouchSurfing è al momento a serio rischio.
Allo stesso tempo la compagnia sta cercando di contrastare le critiche ricevute online su profili social e sulle piattaforme per il download dell'app cancellando i commenti sgraditi, bannando gli utenti autori degli stessi commenti e pubblicando recensioni che sollevano sospetti di autenticità.
Situazione pre-maggio 2020: Il sito è gratuito per gli utenti e trae guadagno dagli investitori. La società, mediante comunicati stampa, non ha ancora pubblicato i dettagli sul modello di business, ma ha confermato che l'uso del sito rimarrà gratuito e che non verranno implementate pubblicità. L'atto di registrarsi al sito, ovvero allo scopo di ospitare su base volontaria o farsi ospitare è gratuito. Gli utenti vengono incoraggiati a fornire informazioni sia di foto di loro stessi che del luogo in cui offrono ospitalità.

### Funzionalità "ricerca ospitante" e la funzione "richieste di ospitalità"
La funzione "ricerca host", ricerca ospitante, e la funzione "richiesta di ospitalità" sono peculiari per i siti di scambio di ospitalità. Su CouchSurfing, gli utenti che cercano ospitalità possono cercare persone che li ospitano in base a parametri quali: età, località, genere, e anche "ultimo accesso al sito".
La persona che cerca ospitalità deve riempire un modulo con le informazioni di base: data richiesta, informazioni su di sé e motivo della richiesta. La persona che riceve la richiesta non ha obbligo di rispondere, tuttavia è presente sul profilo personale una voce apposita, indicante la percentuale di risposte alle richieste di ospitalità. Inoltre, rispondere negativamente a una richiesta di ospitalità non incide su tale percentuale.
Di solito i tempi e le modalità e i termini dell'ospitalità sono decisi precedentemente, tipicamente da 2 mesi prima fino a richieste last-minute. Esistono anche infatti dei veri e propri gruppi, specie nelle grandi città specializzati nella ricerca di ospitalità all'ultimo minuto.
In ossequio alla filosofia del sito, non vi è alcuno scambio monetario tra ospite e ospitante, eccetto che per compensare spese varie. È frequente per gli ospiti, avendo ricevuto ospitalità, ricambiare con piccoli doni e/o cucinando per l'ospitante oppure ancora cercando di essere d'aiuto per quanto possibile.
La funzione gruppi inoltre viene usata anche per trovare informazioni sui viaggi, per cercare compagni di viaggio, o per organizzare attività sociali ed eventi di vario tipo. Gli eventi, creati dagli utenti del sito, sono ricercabili dagli altri utenti.

### Misure di sicurezza e di fiducia tra membri
Ci sono alcune sistemi di sicurezza principali su CouchSurfing che aumentano la fiducia ad ospitare, e sono tutti visibili sui profili dei membri. I membri infatti possono sia essere ospitati che ospitare. Per ospitare o non ospitare è semplicemente sufficiente cambiare lo stato della propria ospitalità: "ho la possibilità di ospitare", "forse", "posso mostrare la città" e "nessuna disponibilità ad ospitare". Nel seguito il profilo di sicurezza adottato dalla CouchSurfing:
1. Completezza del profilo utente: qualità e quantità di informazioni e foto inserite
2. Referenze, le quali, sia se si è ospitati sia chi ospita, possono lasciare per l'altro, dopo l'esperienza di ospitalità, dando così conoscenza agli altri di come è andata: è possibile lasciare una referenza positiva, neutra o negativa. Le referenze negative sono considerate molto attentamente e incidono nella possibilità di farsi poi ulteriormente ospitare. Tuttavia alcune reference negative, considerate improprie vengono moderate dai volontari, e, se effettivamente è il caso, rimosse. Il sistema di referenze è molto importante per la comunità di couchsurfing.
3. Sistema di verifica dell'indirizzo a pagamento: il sito spedisce una cartolina con un codice segreto all'indirizzo da verificare, poi immesso nel sito verifica, il costo dipende dall'indice di sviluppo del paese in cui si abita.
4. Sistema di "Vouching", ovvero sistema dei "garanti": un "garante" dà la garanzia ad un altro di essere affidabile. Una volta ricevute 3 "garanzie" da 3 persone diverse, si è a propria volta in grado di garantire per un'altra persona. I primi garanti sono i fondatori del sito stesso. È possibile vedere dai profili stessi chi è il garante di quella persona.
5. Sistema di segnalazione degli abusi: è presente un link in ogni profilo per segnalare allo staff del sito eventuali abusi o frodi per poter agire tempestivamente con l'eventuale blocco dell'utenza.
6. Pubblicazioni di informazioni utili al miglioramento della sicurezza, come ad esempio la possibilità di richiedere di confermare l'identità mediante documento: se si ospita una persona terza, che ha richiesto ospitalità, è sempre possibile e viene incoraggiato il controllo dell'identità
7. Registrazione sistematica di tutte le comunicazioni avvenute mediante il sito: ogni messaggio inviato ad altri membri e ogni richiesta di ospitalità vengono memorizzati sui server, sia per mantenere traccia della situazione che per agevolare l'operato delle forze di polizia, qualora ci fossero problematiche di rilevanza penale, nonché come deterrente per scoraggiare ogni abuso.

### Ambasciatori
Alcuni membri che si offrono volontari per effettuare, sia diverse operazioni sul sito che per aiutare a diffondere la filosofia di ospitalità del sito di Couchsurfing, sono definiti "ambasciatori". Tipicamente hanno una ottima reputazione e sono molto attivi organizzando anche eventi locali. La loro funzione è di promuovere un uso corretto del sito, e servono come contatti di emergenza per gli utenti. L'indicazione è visibile nei loro profili in giallo, con la scritta "ambasciatore".

### Dispositivi mobili
L'uso del sito è possibile anche mediante applicazione per piattaforme mobile come Android e iOS, essendo stata sviluppata la specifica applicazione.

## Statistiche

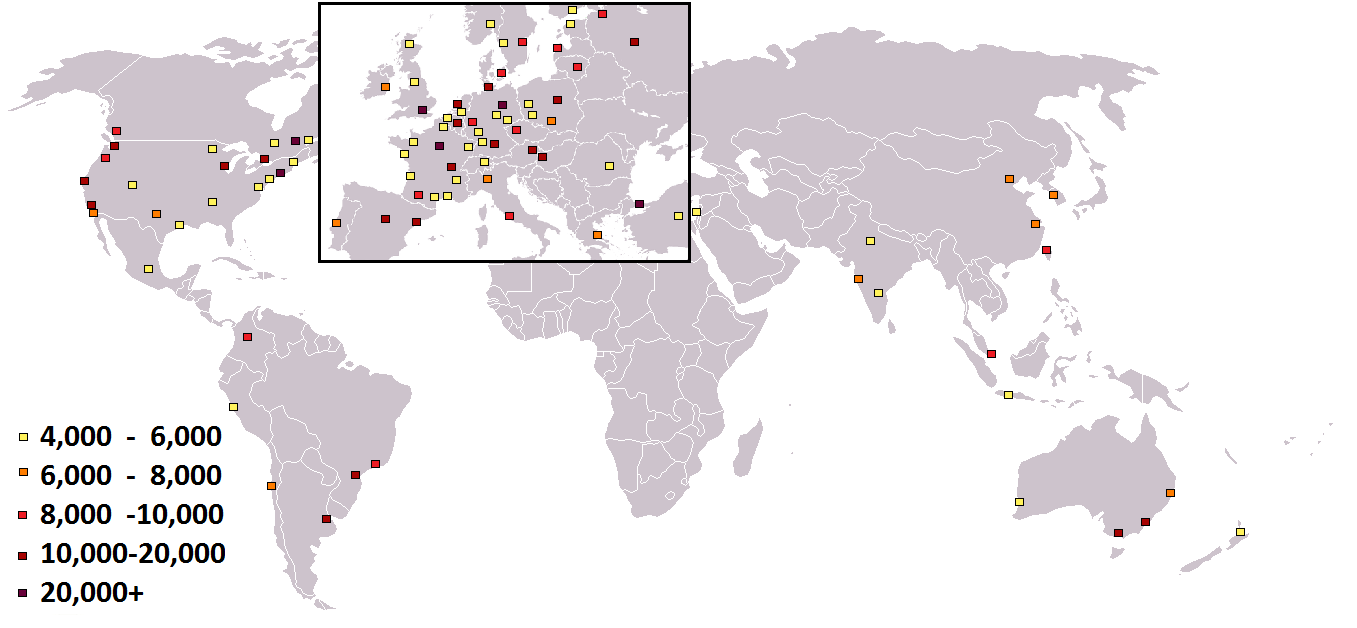
Città con oltre 4000 utenti registrati "Couchsurfers" al 3 gennaio 2011

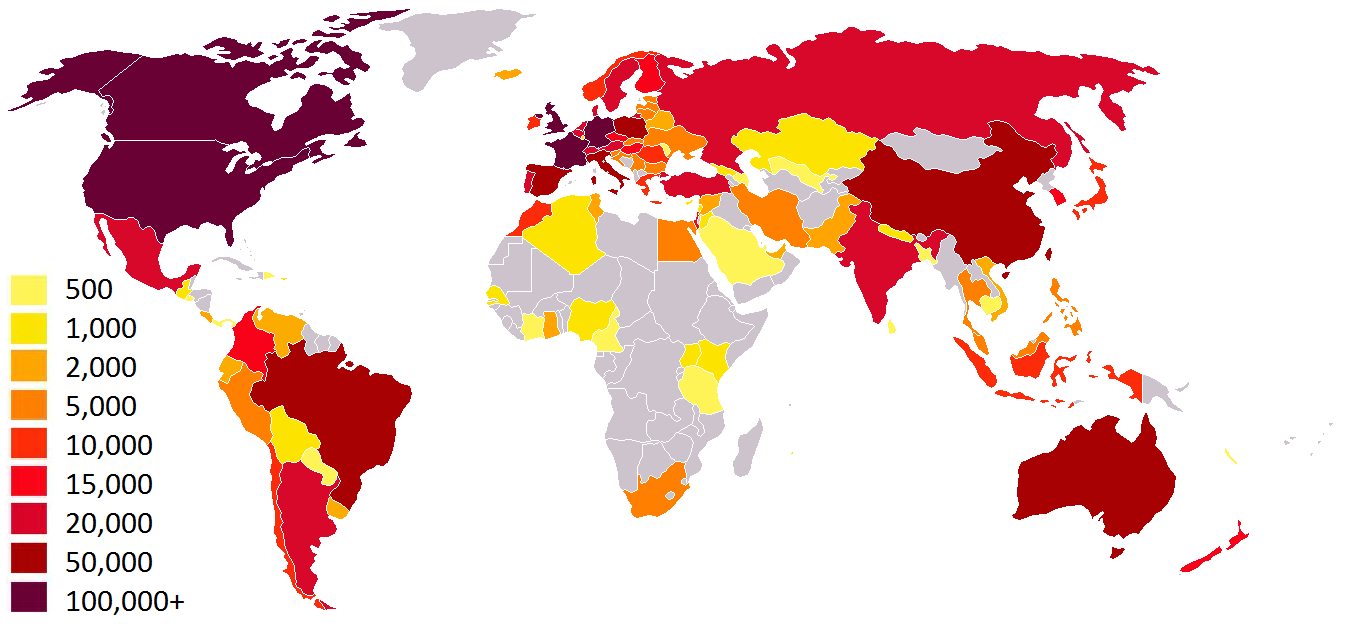
Nazioni con oltre 500 utenti registrati "Couchsurfers" al 3 gennaio 2011

A gennaio 2013 ci sono stati oltre 5,5 milioni di profili registrati su CouchSurfing,. Il sito offre il servizio in oltre 97.000 città, suddivise tra 250 stati e territori. Circa il 20% dei membri vive negli Stati Uniti. Le altre nazioni con molti membri sono: Germania, Francia, Canada e Regno Unito. La città con il maggior numero di utenti è Parigi.
L'inglese è parlato dal 71% dei membri, il francese dal 18%, lo spagnolo dal 17%, il tedesco dal 15%. L'età media è circa 28 anni.
Alla fine dell'ottobre 2011 CouchSurfing aveva oltre 3 milioni di membri totali ponendo il sito come il maggiore nella sua categoria al mondo.

## Storia
Il progetto Couchsurfing venne concepito da Casey Fenton nel 1999. L'idea nacque dopo avere inviato 1500 email ad altrettanti studenti dell'università Islandese e aver trovato molte persone disponibili ad ospitarlo gratuitamente. Al ritorno pensò di sviluppare tale progetto.
Negli anni seguenti, Fenton sviluppò il codice sorgente. Il sito fu implementato con il supporto di Dan Hoffer, Sebastien Le Tuan, e Leonardo Silveira. Il progetto venne lanciato in versione beta nel gennaio 2003, divenendo pubblico nel gennaio 2004. La crescita iniziale fu lenta, infatti, alla fine del 2004 aveva solamente circa 6.000 membri. Nel 2005 la crescita accelerò e alla fine dell'anno i membri erano circa 45.000.

### Perdita del database e riapertura (2006)
Nel 2006 il progetto venne gravemente danneggiato a causa di una perdita di dati del database principale contenente le informazioni degli utenti, informazioni che furono irrimediabilmente perse. Dal momento che la maggioranza dei dati era andata persa, il fondatore del sito era dell'opinione che il progetto non potesse venire in alcun modo ripristinato per cui, nel giugno 2006, inviò un'e-mail a tutti i membri spiegando la situazione. Gli utenti tuttavia non erano dell'idea di chiudere tutto, quindi si organizzarono per renderlo nuovamente disponibile. Poco dopo il sito fu riaperto, ricevendo allora una considerevole attenzione da parte dei media.

### Couchsurfing Collectives
Dal 2006 al 2011 lo sviluppo del sito fu, per la maggior parte, sostenuto dai gruppi di Couchsurfing grazie ad eventi organizzati della durata di alcuni giorni o di settimane, riunendo altri gruppi di Couchsurfing, scegliendo una città per lo sviluppo e il miglioramento del sito. Alcuni di questi eventi con i gruppi "collectives" vennero tenuti a Montréal, Vienna, Nuova Zelanda, Rotterdam, Thailandia, Alaska, Costa Rica e Istanbul.

### Lo stupro di Leeds (2009)
ll 5 marzo del 2009 a Leeds, in Inghilterra un uomo stuprò una donna che alloggiava a casa sua, incontrata attraverso la piattaforma.. Questi fu condannato a 10 anni di prigione. Tale evento ha generato sconcerto tra i membri del sito, spingendo i responsabili ad intensificare le misure di sicurezza.

### Perdita dello status di organizzazione no-profit
Couchsurfing nacque come organizzazione senza scopo di lucro, diventata nel 2011 società a scopo di lucro, attiva nello stato dello New Hampshire.
Un investimento di 7,6 milioni di dollari fu ottenuto attraverso Benchmark Capital, con l'ambizione di diventare pubblica.
Il sito precedentemente operava finanziariamente grazie alle donazioni tra i membri e attraverso il meccanismo di identificazione dell'indirizzo. Vi è stato anche un piano finanziario successivo in grado di raccogliere ulteriori 15 milioni di dollari.
L'annuncio che il sito era diventato a tutti gli effetti una normale azienda, e quindi dedito al profitto, ha creato molto risentimento tra gli utenti, anche perché gli utenti stessi offrono gratuitamente ospitalità.
Una protesta dentro al sito fu intitolata "noi siamo contro l'idea che CS diventi una società per il profitto" Siccome sia il database utente che il codice sorgente sono stati creati dalla comunità si affermava il principio che questi non avrebbero dovuto essere utilizzati per creare profitto.

### Controversie sui termini d'uso del sito (2012)
Nel settembre 2012 la società aggiornò i termini di uso, termini criticati dai membri della comunità. Anche la commissione federale tedesca per la protezione e libertà d'informazione attraverso Peter Shaar, ha pubblicamente criticato i termini di uso e ha informato la Federal Trade Commission, riguardo ai seri difetti dei termini di uso. Schaar ha affermato che I termini di uso sarebbero inammissibili sotto le normative per la protezione dei dati a livello Comunitario Europeo.
I nuovi termini di uso infatti prescrivono: "sotto i nuovi termini di uso, inviando tale contenuto come notizia, fotografia e dati personali, i membri danno alla società Couchsurfing una piena e irrevocabile licenza a un quasi illimitato uso di tali contenuti. Inoltre, nella normativa sulla privacy, la compagnia si riserva il diritto di condividere tali dati con compagnie terze e a cambiare anche i termini d'uso e la normativa sulla privacy in qualunque momento, senza dover necessariamente fornire specifiche motivazioni ai membri riguardo a qualunque cambiamento ai termini"
il seguente è un estratto dalla sezione quattro dei termini d'uso aggiornati:
4.3 Licenza sul Contenuto dei Membri. (Traduzione non ufficiale) Se tu invii contenuti al nostro servizio fornisci a noi una licenza perpetua, internazionale, irrevocabile, non esclusiva, senza costi di royalty, e anche subappaltabile, per poter usare, riprodurre, mostrare, rappresentare, adattare, modificare, creare lavori derivati da, distribuire far distribuire e anche promuovere tale contenuto in qualunque forma in tutti i media attualmente conosciuti o anche successivamente creati e per qualunque scopo, includendo senza limitazione l'uso del tuo nome, l'aspetto, voce o identità.

### Controversia sulle accuse di censura in seguito alla rimozione di alcuni profili di utenti
Nel dicembre 2012 vi furono cambiamenti rilevanti al sito e venne istituito il sistema Place. Vennero rimosse pagine di diverse città, rimpiazzate con il sistema Place. Questo cambiamento fu giudicato molto impopolare tra gli utenti, cambiamento che ha causato molte proteste.
Le persone irritate dalla presenza della funzione Place protestarono su i gruppi di incontro, tentando di parlare direttamente con la società. Nel tardo febbraio del 2013, a Chicago venne rimosso dal sito sia il profilo che i post di un importante ambasciatore in Chicago. Stessa azione venne compiuta nel marzo 2013 ai danni di un ben noto ambasciatore in Berlino. La rimozione di questi due ambasciatori, e di una terza persona, venne percepita dai loro sostenitori con la motivazione che vi fosse il desiderio, da parte della società, di censurare critiche interne. La compagnia sostenne esclusivamente che i due utenti avevano violato i termini di utilizzo.

### Caso Dino Maglio
Il Carabiniere di Padova Dino Leonardo Maglio, originario di Surbo in provincia di Lecce, è stato arrestato nel marzo 2014 per una violenza sessuale ai danni di una turista australiana minorenne ospite in casa sua in compagnia della madre e della sorella. Nel giugno 2017 per questa violenza è stato condannato a sei anni e sei mesi, ma è indagato per altri quattordici casi simili.

## Altri network di scambio di ospitalità
- BeWelcome
- Hospitality Club
- Pasporta Servo
- Servas Porte Aperte